# Caleb Homesley
Pour les articles homonymes, voir Caleb.
Caleb Homesley, né le 27 novembre 1996, à Indian Trail, en Caroline du Nord, est un joueur américain de basket-ball. Il évolue au poste d'arrière.

## Biographie

### Carrière universitaire
Entre 2015 et 2020, il joue pour les Flames de Liberty à l'université Liberty.

### Carrière professionnelle

#### BayHawks d'Érié (2021)
Le 18 novembre 2020, automatiquement éligible à la draft 2020 de la NBA, il n'est pas sélectionné.
Le 27 novembre 2020, il signe un contrat avec les Wizards de Washington. Le 18 décembre 2020, les Wizards se séparent d'Homesley à la fin du camp d'entraînement.
Le 12 janvier 2021, il commence sa carrière professionnelle en G-League avec les BayHawks d'Érié. En 15 matches, il a des moyennes de 9,3 points, 4,1 rebonds et 2,3 passes décisives.
Le 15 mai 2021, Homesley signe un contrat avec les Wizards de Washington. Toutefois, il est libéré le 5 août, sans avoir disputé un match avec les Wizards.
Durant l'été 2021, il participe à la NBA Summer League de Las Vegas avec les Wizards de Washington.

#### Hamburg Towers (2021-2022)
Le 1er septembre 2021, il part en Allemagne et signe avec le Hamburg Towers.
Durant l'été 2022, il participe à la NBA Summer League de Las Vegas avec le Jazz de l'Utah.

#### Zénith Saint-Pétersbourg (2022-2023)
Le 15 juillet 2022, il signe avec l'équipe russe du Zénith Saint-Pétersbourg en VTB United League.

#### Tofaş Spor Kulübü (depuis 2023)
Le 6 juillet, 2023, il signe avec l'équipe turque du Tofaş Spor Kulübü en BSL.

### Carrière en équipe nationale
Caleb Homesley a obtenu la nationalité sportive sénégalaise en juillet 2025 et évolue désormais avec l'équipe du Sénégal de basket-ball.

## Palmarès

### Universitaire
- Joueur de l'année de la conférence Atlantic Sun en 2020
- 2× First-team All-Atlantic Sun en 2019 et 2020
- MVP du tournoi de la conférence Atlantic Sun en 2020

### Professionnel
- Nommé dans le second meilleur cinq majeur d'EuroCoupe en 2022

## Statistiques

### Universitaires
| Saison    | Équipe   | Matchs | Titul. | Min./m | % Tir | % 3pts | % LF | Rbds/m. | Pass/m. | Int/m. | Ctr/m. | Pts/m. |
| --------- | -------- | ------ | ------ | ------ | ----- | ------ | ---- | ------- | ------- | ------ | ------ | ------ |
| 2015-2016 | Liberty  | 32     | 20     | 20,0   | 47,8  | 35,7   | 66,7 | 3,44    | 1,31    | 0,84   | 0,44   | 7,25   |
| 2016-2017 | Liberty  | 10     | 8      | 28,0   | 44,1  | 29,5   | 52,0 | 6,30    | 2,90    | 1,00   | 0,80   | 12,90  |
| 2017-2018 | Liberty  | 35     | 4      | 19,7   | 50,3  | 35,6   | 72,3 | 4,54    | 1,91    | 0,74   | 0,31   | 7,89   |
| 2018-2019 | Liberty  | 36     | 27     | 27,8   | 46,1  | 31,1   | 70,2 | 5,56    | 2,67    | 0,72   | 0,61   | 12,42  |
| 2019-2020 | Liberty  | 30     | 29     | 30,7   | 47,4  | 36,9   | 59,8 | 5,70    | 2,40    | 1,10   | 0,77   | 15,33  |
| Carrière  | Carrière | 143    | 88     | 24,7   | 47,2  | 34,0   | 63,7 | 4,92    | 2,14    | 0,85   | 0,55   | 10,80  |